# بایکوت
بایکوت (به انگلیسی: Boycott) یا طرد کردن عملی است که به موجب آن مصرف‌کننده‌ای از خرید، مصرف یا معامله با یک فرد، سازمان، یا کشور خودداری کند. تحریم یا بایکوت، گونه‌ای رفتار اعتراضی است و معمولاً دلایل سیاسی دارد.

## ریشه‌یابی لغت

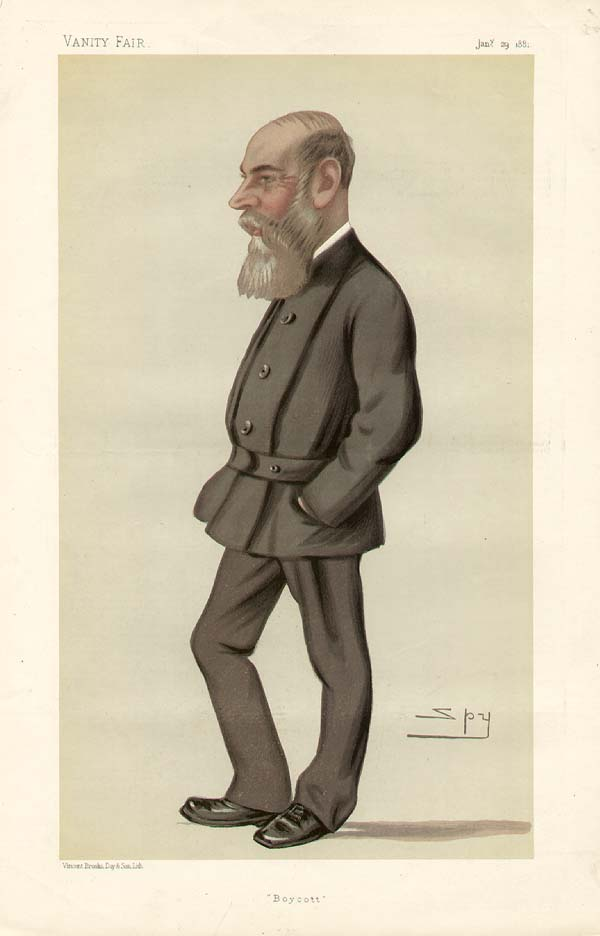
مجله ونیتی‌فیر (چاپ بریتانیا)، کاریکاتور چارلز سی. بایکوت

واژهٔ بایکوت از نام چارلز بایکوت، گرفته شده و استفاده از آن در زبان انگلیسی از زمان نزاع زمین در ایرلند آغاز شد. بایکوت (Charles Boycott) مباشر زمین‌داری به نام (Lord Erne) بود که که در شهرستان مایو در ایرلند زندگی می‌کرد. او در سال ۱۸۸۰ توسط ایرلندی‌ها از لحاظ اجتماعی طرد (بایکوت) شد. در آن سال محصول مزارع اندک بود و مزرعه‌داران ایرلندی توان پرداخت اجاره‌بهای خود را نداشتند. از این رو بایکوت پیشنهاد کرد ۱۰ درصد اجاره را به مزرعه‌داران ببخشد. در سپتامبر همان سال، مستاجران درخواست ۲۵ درصد تخفیف کردند که با مخالفت روبه‌رو شد. بایکوت تصمیم گرفت ۱۱ مستأجر را که توان پرداخت اجاره‌شان را نداشتند، از زمینشان بیرون براند. چارلز استوادت پانل از اعضای انجمن ارضی ایرلند پیش از اخراج مستأجران در یک سخنرانی پیشنهاد کرد به جای توسل به خشونت در مقابله با زمین‌داران طماع و مباشرانشان، بهتر است آن‌ها را طرد کنند. این پیشنهاد که ابتدا در مورد بایکوت عملی شد، کارگر افتاد. مستأجران مدت کوتاهی ناچار شدند با شرایط بد اقتصادی کنار بیایند اما در عوض توانستند به سرعت چارلز بایکوت را منزوی کنند. به زودی بایکوت دریافت که همه او را طرد کرده‌اند. کارگران دیگر حاضر به کار در خانه و مزرعه و اصطبل او نبودند، بازرگانان محلی با او داد و ستد نمی‌کردند و پستچی نامه‌های او را به دستش نمی‌رساندند.
عملکرد یکپارچهٔ ایرلندی‌ها به این معنا بود که چارلز بایکوت نمی‌توانست کسی را برای دروی مزارع خود استخدام کند. در نهایت ناچار شد ۵۰ کارگر را از جایی دیگر استخدام کند و با اسکورت ۱۰۰۰ پلیس و سرباز به منطقه بیاورد تا محصول خود را درو کنند؛ اگرچه رهبران انجمن ارضی ایرلند اعلام کرده‌بودند خشونتی در کار نخواهد بود و در واقع هم هیچ رفتار خشونت‌آمیزی از مزرعه‌داران ایرلندی سر نزد، اما هزینهٔ این کار در نهایت بسیار بیشتر از ارزش محصول برای چارلز بایکوت تمام شد. پس از پایان درو نیز طرد اجتماعی چارلز بایکوت به شکل موفقیت‌آمیزی ادامه یافت. در عرض چند هفته نام «بایکوت» همه جا شنیده می‌شد. روزنامهٔ تایمز در شمارهٔ نوامبر ۱۸۸۰ خود از این کلمه به معنای منزوی ساختن سازمان‌یافته‌استفاده کرد.

## نمونه‌هایی از بایکوت‌های اثرگذار
اگرچه واژهٔ بایکوت، پیش از ۱۸۸۰ به کار نمی‌رفت اما قدمت آن بسیار بیشتر است. در اینجا فهرستی از بایکوت‌ها می‌آید. این فهرست البته کامل نیست و احتمالاً هرگز هم نخواهد بود:

### بایکوت‌های مهم در تاریخ
- در سال ۶ قبل از هجرت (۶۱۷ میلادی) اهالی مکه، قبیلهٔ بنی‌هاشم را بایکوت کردند تا دست از حمایت از محمد ابن عبدالله بردارند.
- در مارس ۱۷۶۹ همزمان با وقوع انقلاب در آمریکا، تجار فیلادلفیا در مخالفت با پرداخت مالیات بدون نمایندگی به بریتانیا کالاهای بازرگانی بریتانیا را تحریم کردند.
- در سال ۱۸۴۸ مردم شهر میلان ایتالیا در اعتراض به انحصارات دولتی اتریش، تحریم‌هایی علیه این کشور اعمال کردند که با واکنش نظامی طرف مقابل همراه شد. این بایکوت در نهایت به وقوع انقلاب در شمال ایتالیا و صدور اعلامیهٔ استقلال میلان و ونیز منجر شد.
- اعمال تحریم علیه چارلز کانینگهام بایکوت، مباشر انگلیسی، که توسط انجمن ارضی ایرلند در سال ۱۸۸۰ سازماندهی شد.
- تحریم تنباکو در ایران در واکنش به واگذاری انحصاری امتیاز تنباکو به یک شرکت انگلیسی که در سال ۱۸۹۱ میلادی (مصادف با ۱۲۶۸ خورشیدی) رخ داد.
- بایکوت محصولات آمریکایی در چین در راستای تحولات ۶–۱۹۰۵ و در اعتراض به قانونی که علیه مهاجرت چینی‌ها به آمریکا در ۱۸۸۲ تصویب شده بود.
- تحریم کالاهای ژاپنی در چین پس از جنبش ۴ مه ۱۹۱۹.
- تحریم هنری فورد توسط یهودیان در دههٔ ۱۹۲۰.
- بایکوت اقتصادی آلمان، توسط کنگرهٔ یهودیان آمریکایی در مارس ۱۹۳۳ به عنوان یک حرکت ضد نازیسم و در حمایت از یهودیان که در لیتوانی، آمریکا، بریتانیا و لهستان به اجرا درآمد.
- تحریم یهودستیزانهٔ کسب و کار متعلق به یهودیان در آلمان نازی که شامل پزشکان، وکیل‌ها و فروشگاه‌های یهودی نیز می‌شد. این تحریم به‌طور رسمی تنها یک روز (شنبه، اول آوریل ۱۹۳۳) به طول انجامید، روزی که (سبت) بیشتر فروشگاه‌ها و مراکز تجاری یهودیان تعطیل است. این رویداد سرآغاز سیاست‌های تبعیض‌آمیز آلمان علیه یهودیان بود.
- تحریم کالاهای خارجی و به ویژه کالاهای بریتانیایی در هند به رهبری ماهاتما گاندی.
- آمریکایی‌های آفریقایی‌تبار در زمان جنبش حقوق مدنی آمریکا، در اواخر دههٔ ۱۹۵۰ و دههٔ ۱۹۶۰ برخی کالاها و خدمات را تحریم کردند (که مهم‌ترین آن اتوبوس مونتگومری بود[۶]).
- در سال ۱۹۶۵ اتحادیهٔ کارگران مزرعهٔ آمریکا انگور و کاهو را بایکوت کردند.
- تحریم کشورهای عربی علیه اسرائیل و شرکت‌های تجاری‌ای که با اسرائیل داد و ستد می‌کردند.
- تحریم نفت خام که کشورهای عربی علیه غرب اعمال کردند و به بحران نفتی سال ۱۹۷۳ منجر شد.
- جنبشی که با نام اتلاف سرمایه در آفریقای جنوبی در طول دههٔ ۱۹۸۰ در مخالفت با آپارتاید شکل گرفت.

### بایکوت‌های ورزشی

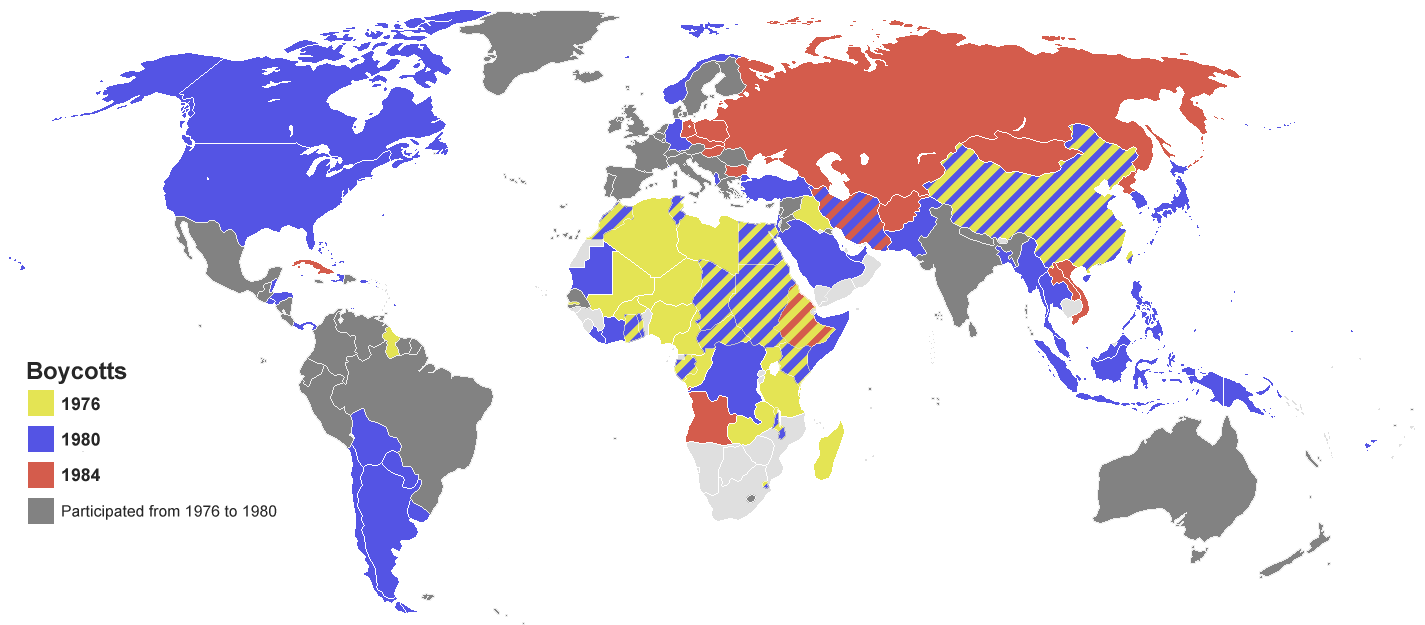
بایکوت بازی‌های‌المپیک ۱۹۵۶، ۱۹۸۰ و ۱۹۸۴

- نخستین تحریم در بازی‌های المپیک تابستانی ۱۹۵۶ رخ داد. در این سال چندین کشور به دلایل مختلف در المپیک شرکت نکردند.
- تحریم بازی‌های المپیک تابستانی ۱۹۸۰ مسکو که به رهبری ایالات متحده به دلیل حمله شوروی به افغانستان انجام شد.[۷][۸]
- تحریم بازی‌های المپیک تابستانی ۱۹۸۴ لس‌آنجلس به رهبری اتحاد جماهیر شوروی.[۸]
- ایران نیز به‌طور غیررسمی در بازی‌های المپیک اسرائیل را بایکوت می‌کند. ورزشکاران ایرانی در رویارویی با ورزشکاران اسرائیلی به‌طور معمول یا اعلام انصراف می‌کنند یا ادعا می‌کنند که آسیب دیده‌اند یا بنا به توصیه مربیانشان باید بازی قبلی را ببازند تا با حریف اسرائیلی روبرو نشوند.[۹][۱۰][۱۱][۱۲][۱۳]

## کاربردها
بایکوت عموماً به عملی گفته می‌شود که یک بار و به منظور اصلاح یک خطای واحد و بااهمیت به کار می‌رود. اگر زمان آن طولانی شود یا بخشی از یک برنامهٔ کلی‌تر برای آگاه ساختن مردم یا اصلاح قوانین یا سیستم حکومت‌ها باشد، بهتر است به جای آن از عبارت‌های تخصصی در سیاست و اقتصاد استفاده شود.
امروزه به دلیل وجود اینترنت اعمال تحریم و بایکوت آسان‌تر است، چون به سادگی با ساختن یک وبگاه یا ارسال ای‌میل به گروهی از افراد می‌توان دیگران را به پیوستن به تحریم ترغیب کرد.

## قانونی بودن بایکوت

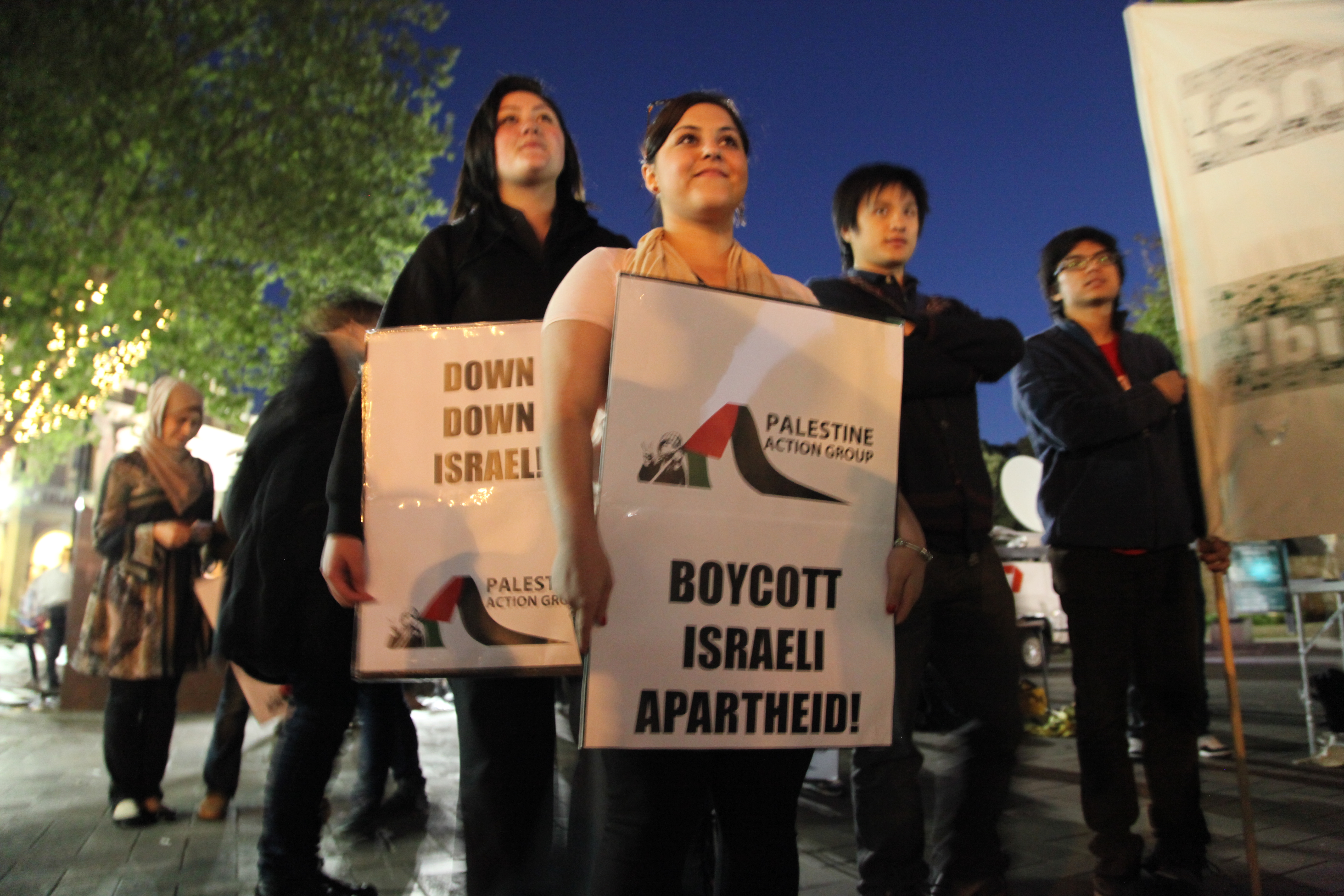
بایکوت کردن آپارتاید اسرائیلی در استرالیا

بایکوت عملی قانونی است. هر کس حق دارد در یک معامله، رابطهٔ اجتماعی، یا دوستی شرکت بجوید یا نجوید. از آنجا که بایکوت عملی داوطلبانه و غیرخشونت‌آمیز است، قانون نمی‌تواند با آن مقابله کند. در طول تاریخ، کسانی که مورد بایکوت قرار گرفته‌اند با چند گزینه مواجه بودند: آن‌ها می‌توانند منزوی شدن را تحمل کنند، به خواسته‌های طرف مقابل گردن بنهند یا به روش‌های فراقانونی نظیر زور و سرکوب متوسل شوند.
در کشورهای توسعه‌یافته عموماً بایکوت آزاد است و تنها در مواردی خاص ممکن است محدودیت‌هایی بر آن اعمال شود. برای نمونه در آمریکا بایکوت ثانوی غیرقانونی است به این معنا که یک اتحادیه نمی‌تواند از اعضای خود بخواهد شرکتی را که مواد اولیهٔ یک شرکت تحریم شده را تهیه می‌کند، بایکوت کنند. با این حال اتحادیه حق دارد به اعضای خود اطلاع دهد که یک شرکت تحریم را شکسته و با شرکتی تحریم‌شده، دادوستد می‌کند و اعضای این اتحادیه حق دارند هر طور که می‌خواهند دربارهٔ آن تصمیم بگیرند.
در آمریکا مقرراتی بر ضد تحریم تعریف شده که برای همه «اعضای جامعهٔ آمریکا» لازم‌الاجرا است. منظور از «اعضای جامعهٔ آمریکا» همه افرادی است که در آمریکا زندگی می‌کنند و همه شرکت‌هایی که در آمریکا واقع شده و شرکت‌های تابع آن‌ها در سایر کشورها هستند. این مقررات برای جلوگیری از سوء استفادهٔ دولت‌های خارجی از شرکت‌ها و شهروندان ایالات متحده آمریکا وضع شده است. به موجب این قانون حمایت از تحریم‌هایی که در سیاست خارجی یک دولت دیگر وضع شده باشد (مانند تحریم اسرائیل به تبعیت از کشورهای عربی) غیرقانونی است. چنانچه فعالیت‌های این افراد مربوط به فروش، خرید، یا انتقال کالا یا خدمات (از جمله فروش اطلاعات) در داخل ایالات متحده یا بین ایالات یا با یک کشور خارجی باشد، قابل پیگرد قانونی است.
با این حال، اگر این بایکوت در داخل آمریکا اتفاق بیفتد حتی اگر مضمون آن با تحریمی که یک کشور خارجی اعمال می‌کند مشابه باشد، با فرض این که این فرد یا گروه مستقلاً عمل کرده است، بلامانع است.
موانع قانونی دیگری نیز در آمریکا برای اعمال تحریم وجود دارد: چنانچه تحریم از قوانین تجارت در آمریکا پیروی نکند، غیرقانونی است. برای نمونه اگر خودداری از معامله باعث از بین رفتن فضای رقابتی شود.
تحریم‌هایی که با قوانین ضد تبعیض منافات داشته باشند نیز در ایالات متحدهٔ آمریکا غیرقانونی تلقی می‌شوند. برای مثال در نیوجرسی اماکنی که کالاها، خدمات یا امکانات عمومی ارائه می‌کنند (نظیر رستوران‌ها، حق ندارند خدمات خود را از فردی به دلیل نژاد آنها دریغ کنند.